# NKAPD1
NKAPD1 (англ. NKAP domain containing 1) – білок, який кодується однойменним геном, розташованим у людей на 11-й хромосомі. Довжина поліпептидного ланцюга білка становить 292 амінокислот, а молекулярна маса — 34 110.
| 10         |  | 20         |  | 30         |  | 40         |  | 50         |
| ---------- |  | ---------- |  | ---------- |  | ---------- |  | ---------- |
| MSRIPLGKVL |  | LRNVIRHTDA |  | HNKIQEESDM |  | WKIRELEKQM |  | EDAYRGTKRK |
| MLPSSSSRMR |  | SDGFDEESQR |  | YYWRPKNEIS |  | GTLEDDFLKA |  | KSWNKKFYDY |
| EANMPDRWGH |  | SGYKELYPEE |  | FETDSDQQDI |  | TNGKKTSPQV |  | KSSTHESRKH |
| KKSKKSHKKK |  | QKKRSHKKQK |  | KSKKEATDIT |  | ADSSSEFSEE |  | TGASGTRKGK |
| QPHKRKKKSR |  | KKSLKKPALF |  | LEAESNTSHS |  | DDSASSSSEE |  | SEERDTKKTK |
| RKKREKKAHT |  | SVANNEIQER |  | TNKRTNWKVA |  | TDERSAESSE |  | DD         |

A: Аланін

D: Аспарагінова кислота

E: Глутамінова кислота

F: Фенілаланін

G: Гліцин

H: Гістидин

I: Ізолейцин

K: Лізин

L: Лейцин

M: Метіонін

N: Аспарагін

P: Пролін

Q: Глутамін

R: Аргінін

S: Серин

T: Треонін

V: Валін

W: Триптофан

Кодований геном білок за функцією належить до фосфопротеїнів. 
Задіяний у такому біологічному процесі, як альтернативний сплайсинг. 